# Cantón de Estaing
El cantón de Estaing era una división administrativa francesa, que estaba situada en el departamento de Aveyron y la región de Mediodía-Pirineos.

## Composición
El cantón estaba formado por seis comunas:
- Campuac
- Coubisou
- Estaing
- Le Nayrac
- Sébrazac
- Villecomtal

## Supresión del cantón de Estaing
En aplicación del Decreto n.º 2014-205 de 21 de febrero de 2014, el cantón de Estaing fue suprimido el 22 de marzo de 2015 y sus 6 comunas pasaron a formar parte del nuevo cantón de Lot y Truyère.